# Belgisk Super Cup
Belgisk Super Cup (nederlandsk: Belgische Super Cup, udtalt [ˈbɛlɣisə ˈsɵpərˌkɵp]; fransk: Supercoupe de Belgique; tysk: Belgischer Fußball-Super Cup) er en cup-turnering i Belgien spillet over én kamp, kampen mellem vinderen af Belgisk Cup og Belgiske 1. Division A